# Forêt en Suède

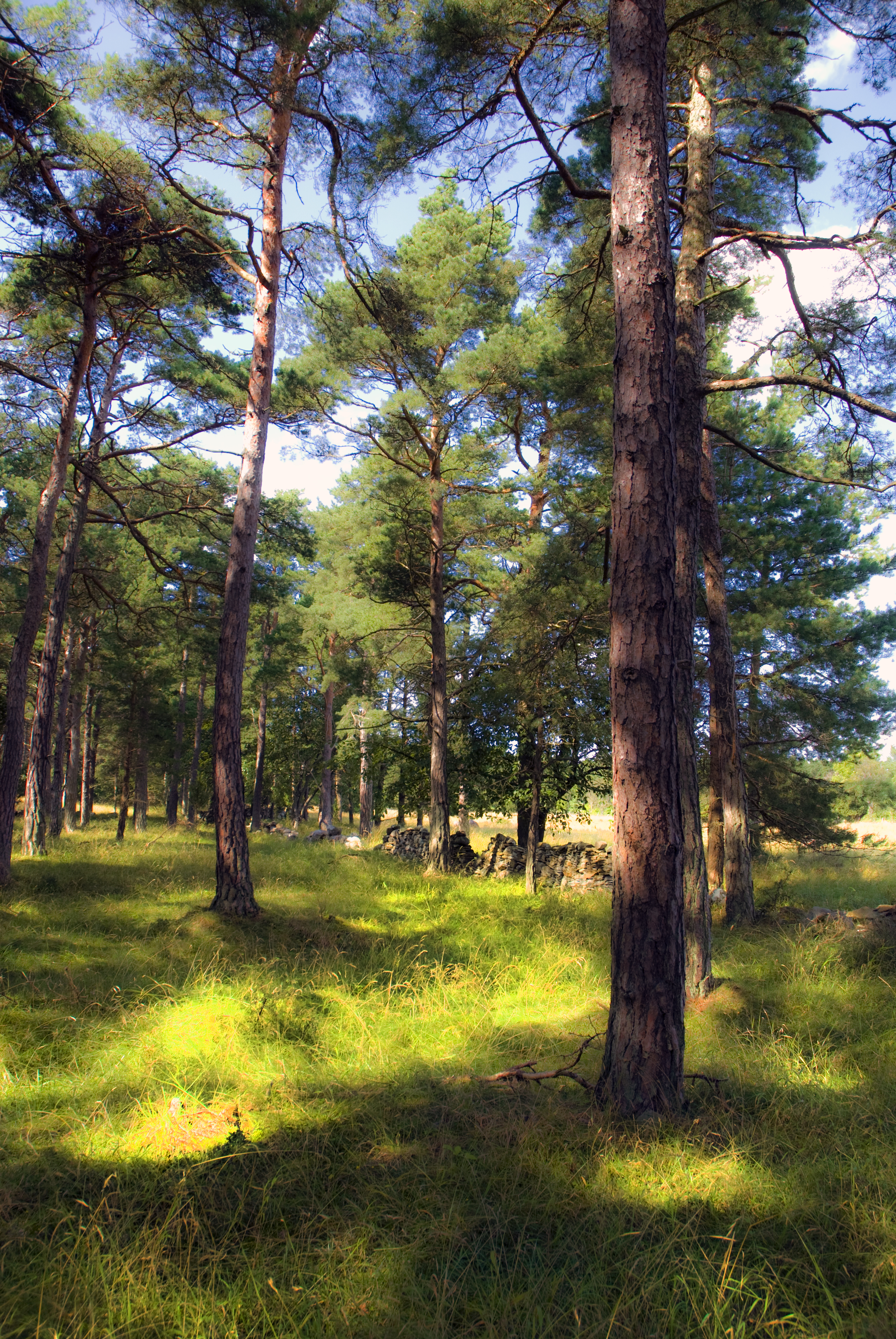
Une forêt dans le Gotland.

En 2010, la superficie totale de la forêt européenne était de 38 %. La Suède comprend à elle seule 17,6 % des forêts de l’Union européenne. Au niveau de l'exploitation industrielle, ce pays comprend 15 % du total de l'UE[pas clair].
Avec moins de 1 % de la forêt mondiale, la Suède assure 6 % de la production mondiale de bois scié et 4 % de la production mondiale de papier . La Suède possède 22 millions d’hectares avec un taux de boisement supérieur à 70 %. Elle a un volume de bois sur pied de 2,6 milliards de m³.
Dans l'économie nationale, les produits forestiers procurent un excédent commercial important, qui lui permet de payer ses importations de pétrole, denrées alimentaires, produits chimiques, vêtements, etc.

## Géographie et climat
La Suède, située entre 55° et 69°, ne peut pas être considérée comme un pays jouissant de conditions écologiques et biologiques favorables à la foresterie. Le Sud du pays est plutôt plat et agraire, rappelant le Danemark. Le Nord est plus accidenté : on y trouve de grandes forêts de résineux et de nombreux lacs. C'est aussi là que se trouve la région montagneuse des Alpes scandinaves.
La Suède comporte 53 % de forêt, 17 % de montagnes, 9 % de lacs et rivières et 8 % de terres cultivées.
Son climat est plutôt rude, mais tempéré par l'influence du Gulf Stream (courant océanique) et des vents d'ouest.

## Essences présentes
Les grandes forêts se trouvent principalement dans le Norrland (territoire du nord recouvrant les 3/5e de la superficie totale du pays).
Les essences de cette partie de la Suède sont principalement des résineux : le pin, le sapin et l’épicéa. Le bouleau est rare.
Les essences du Sud sont des ormes, des frênes, des tilleuls, des chênes. Ces feuillus sont particulièrement utilisés pour la construction des navires. 
En Suède, les essences qui peuplent les forêts sont :
- en premier lieu, avec 46 % des volumes recensés sur pied, l’épicéa ;
- en second lieu, avec 38 %, le pin sylvestre ;
- en troisième lieu, avec 11 %, le bouleau ;
- et enfin, les feuillus divers (tremble, chêne, hêtre...) avec 5 %.

(D'après La Forêt privée, « La forêt multifonctionnelle des Suédois », no 228, 1996)

## Importance de la forêt auXIXesiècle
Au cours du XIXe siècle, il y a une interaction entre la forêt et la population. À l'origine, la forêt servait à la chasse, comme une source de combustible pour la cuisson des aliments et enfin comme source de matière première pour la construction d'habitations et de structures.
Dans le premier quart du XIXe siècle, la Suède entre dans l'ère de la sylviculture grâce aux premières tentatives de rationalisation. Le chêne est l'essence au centre des débats pour ces tentatives de rationalisation, car c'est un bois très utilisé, reconnu pour ses formes naturelles et sa solidité qui permet l'élaboration de pièces de charpente idéales pour la construction de navires.
L'exploitation forestière se situe sur le grand tiers Sud du royaume. En raison des conditions difficiles de l'agriculture, la production sylvicole devient une source de revenus importante et s'étend sur tout le pays. Le secteur sidérurgique occupant une place centrale dans l'économie du pays, les forêts sont réservées à ce secteur, afin d'alimenter les forges en combustible. Une gestion fine apparaît aussi judicieuse que nécessaire. Ainsi, à cette époque, les scieries ne représentent pas une priorité, ni une opération rentable. Seules les forêts éloignées des centres de productions sidérurgiques sont utilisées pour fournir au marché des produits directement issus de la transformation du bois.

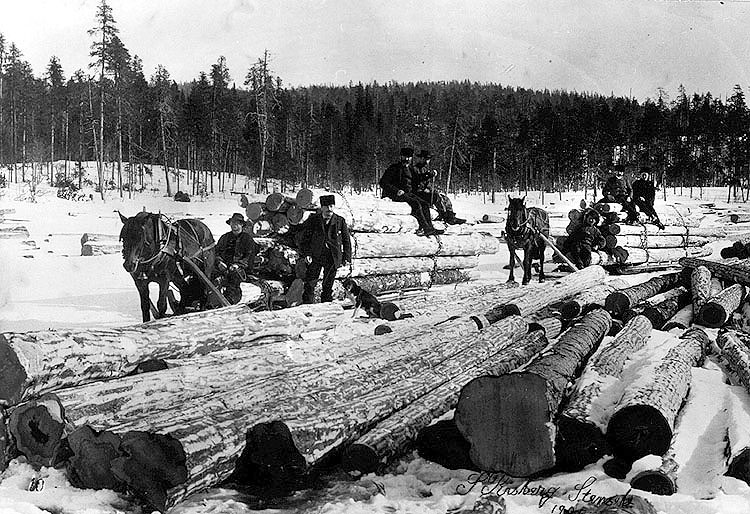
Exploitation forestière en 1905. Les grumes sont apportées sur un lac gelé, d'où elles seront flottées vers la côte au printemps.

Au niveau européen, la concurrence est forte à cette époque, notamment avec la Norvège et les pays baltes. La diminution de la concurrence encourage une prise de conscience politique à la fin du règne de Charles XIV Jean. À partir de 1842, la Suède donne à l'industrie du bois les outils nécessaires à son développement en abolissant les quotas de coupe. Les scieries suédoises prennent de l'importance avec l'ouverture du marché anglais et la demande constante française, allemande et danoise.
Ainsi l'arbre n'est plus considéré comme une ressource énergétique mais comme une richesse rentable.

## Répartition de la forêt suédoise
La propriété forestière en Suède est divisée en 4 parties. Les propriétaires privés en possèdent 48 % (ils sont entre 200 000 et 250 000), les groupes industriels 25 %, l’État 19 % et les communes 8 %. (D'après La Forêt privée, « La forêt multifonctionnelle des Suédois », no 228, 1996).

### Forêt familiale
En Suède, 300 000 propriétaires privés se partagent environ 50 ha[pas clair] sur une surface totale de 30 000 000 ha.
En 1903, une loi oblige une replantation après les coupes, c’est ce qui marque le début de la restauration des forêts suédoises. Un écart se forme entre les grands groupes industriels et les exploitations familiales. Cependant, au début des années 1980, l'exploitation familiale devient le modèle idéal de la sylviculture, basé sur les préoccupations culturelles et environnementales. Ainsi, le savoir-faire se transmet-il de génération en génération.

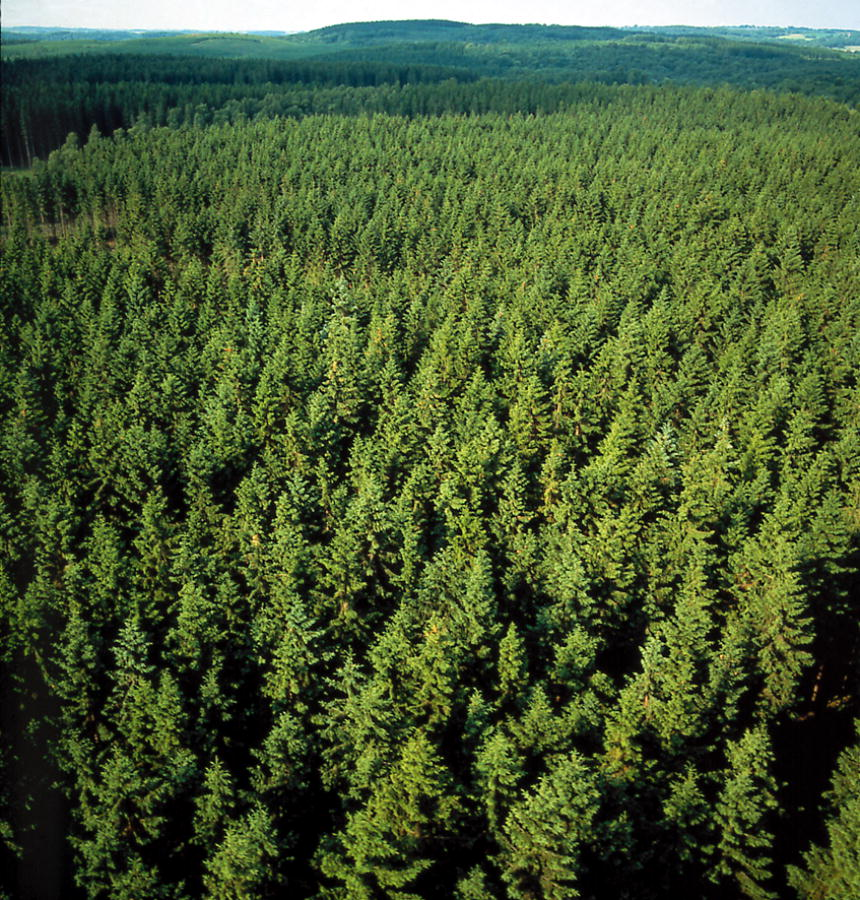
Vue aérienne d'une forêt de résineux en Suède.

Ces propriétaires privés se sont regroupés en coopératives pour acquérir des matériaux plus modernes et plus performants. Il y a un manque de communication dans le monde forestier sur les pratiques, le but des coupes, éclaircie afin de préserver des forêts différentes et donc avoir une riche biodiversité.

### Problème des partenariats
En 1996 et 1997, la Fédération suédoise des propriétaires forestiers voudrait intégrer le processus du Forest Stewardship Council (F.S.C), qui lui permettrait de mettre au point une certification et des critères de gestion forestière durable (S.F.M). Seulement, elle délaisse l’importance d’arriver à[pas clair] une bonne pratique forestière, ce qui ne convient pas aux propriétaires privés qui préfèrent garder une gestion durable et des bonnes pratiques pour les générations futures.
Certains pays comme le Danemark, la Finlande et la Norvège, ainsi que la Confédération des propriétaires forestiers, soutiennent les propriétaires privés suédois en rejetant le F.S.C et en créant leurs propres systèmes de certification.
Les propriétaires privés suivent donc les travaux du C.E.P.F[Quoi ?] et lui font confiance car grâce à cette confédération, ils peuvent établir un cadre de travail commun sur la gestion durable dans lequel chaque pays pourra développer son propre système.